# Ruud Lubbers
Pour les articles homonymes, voir Lubbers.
Rudolphus Franciscus Marie Lubbers, dit Ruud Lubbers (en néerlandais : [ˈryt ˈlʏbərs] ), né le 7 mai 1939 à Rotterdam et mort le 14 février 2018 dans la même ville, est un homme d'État néerlandais, Premier ministre des Pays-Bas de 1982 à 1994 et haut commissaire des Nations unies pour les réfugiés de 2001 à 2005.
Membre de l'Appel chrétien-démocrate (CDA), il est nommé ministre des Affaires économiques en 1973 dans la grande coalition du travailliste Joop den Uyl. Il quitte le gouvernement à la fin de son mandat en 1977, puis prend l'année suivante la présidence du groupe chrétien-démocrate à la Seconde Chambre. Il est nommé Premier ministre en 1982, succédant à Dries van Agt avec le soutien d'une coalition de centre droit, puis devient chef politique du CDA. En 1989, à la suite de la rupture de l'alliance au pouvoir, il forme une grande coalition avec le Parti travailliste (PvdA). Considéré comme ayant un tempérament politique conservateur, il est qualifié par certains d'« héritier » de Margaret Thatcher. L'un de ses slogans électoraux les plus connus est « Plus de marché, moins d'État » (« Meer markt, minder overheid »).
En 1994, il se retire de la vie politique nationale après avoir passé près de douze ans à diriger le pays. Il se présente en 1995 au poste de secrétaire général de l'OTAN avec le soutien de Paris, Berlin et Londres, mais les États-Unis mettent leur veto à sa candidature. Cinq ans plus tard, il est désigné haut commissaire des Nations unies pour les réfugiés et prend ses fonctions en 2001. Accusé par une femme de harcèlement sexuel en 2004, il est blanchi mais démissionne en 2005 quelques mois avant le terme de son mandat. En 2006, puis en 2010, il accomplit deux missions d'information sur les constitutions de possibles coalitions gouvernementales à la demande de la reine Beatrix. Une enquête d'opinion conduite en 2013 le désigne comme meilleur chef du gouvernement depuis 1945, à égalité avec son successeur travailliste Wim Kok.

## Biographie
Ruud Lubbers est le fils de Paul Lubbers et Mina van Laack.

### Un jeune cadre de l'entreprise familiale
Après avoir accompli, de 1950 à 1957, ses études secondaires à Nimègue, il intègre l'université Érasme de Rotterdam, où il est l'élève de Jan Tinbergen, prix de la Banque de Suède en sciences économiques. Il obtient un diplôme d'économie en 1962 avec mention bien. L'année suivante, il intègre l'entreprise familiale de bâtiments et travaux publics Hollandia b.v., installée à Krimpen aan den IJssel, comme secrétaire de direction. Il en prend la tête en 1965 pour huit ans.

### Vie familiale

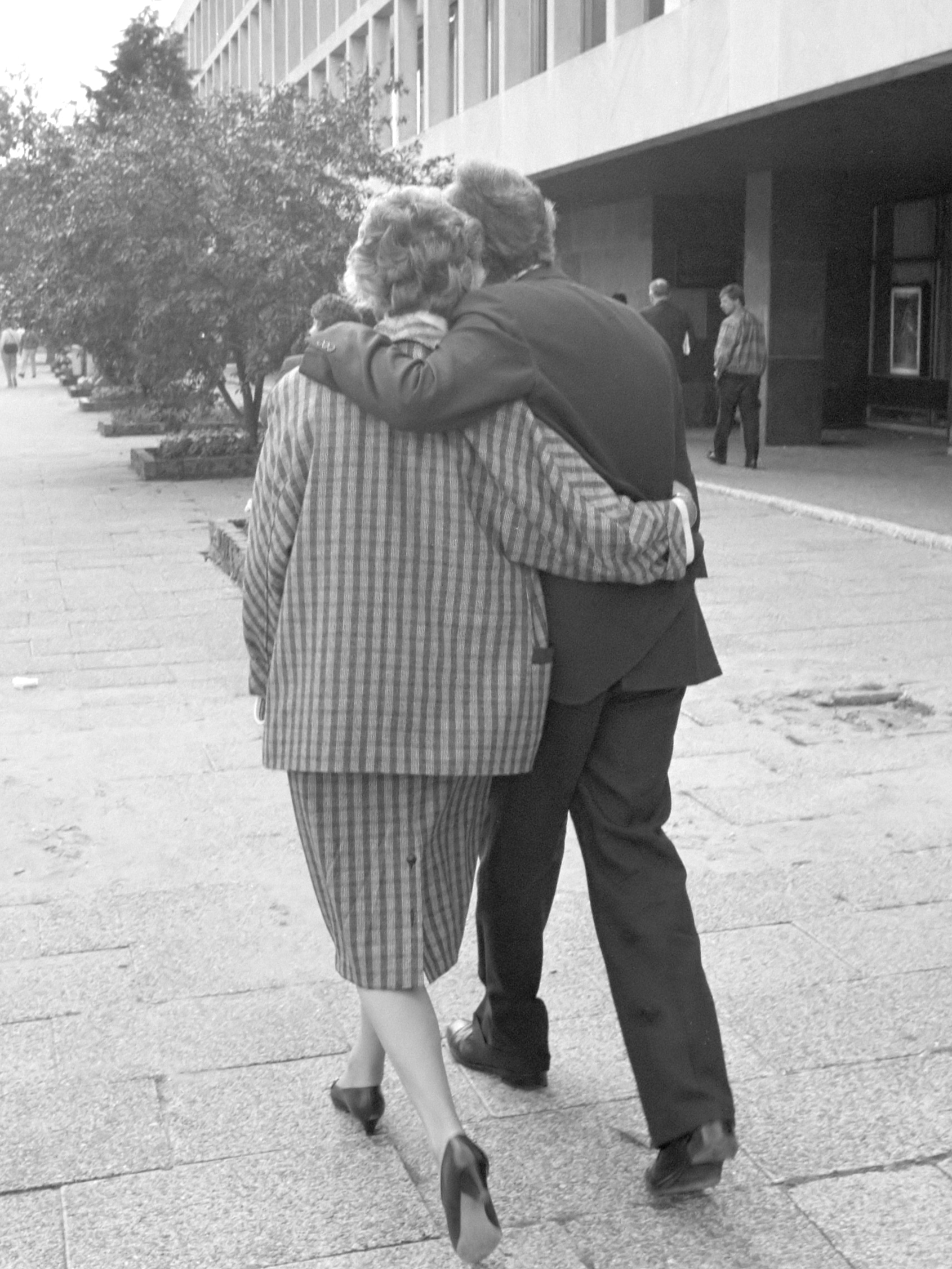
Ruud et Ria Lubbers à Rotterdam en 1988.

Ruud Lubbers se marie en 1962 avec Ria Lubbers, née Maria Emelie Josepha Hoogeweegen, avec qui il a deux fils et une fille. Son épouse Ria Lubbers-Hoogeweegen est décédée le 4 juin 2024 à l'âge de 83 ans.

### Ministre des Affaires économiques
Membre du Parti populaire catholique (KVP) à partir de 1964, il est nommé le 11 mai 1973 ministre des Affaires économiques dans le gouvernement de grande coalition dirigé par le Premier ministre travailliste Joop den Uyl.
Au cours de son mandat, il obtient notamment le maintien de l'approvisionnement du pays en pétrole de la part des pays arabes et fait voter une loi donnant au gouvernement le contrôle des prix et des salaires. Il favorise par ailleurs l'investissement, prend des mesures en vue de restructurer l'industrie et propose une nouvelle politique de l'énergie garantissant notamment la sécurité de l'approvisionnement du pays.

### Montée en puissance
Il est élu représentant à la Seconde Chambre lors des élections législatives du 25 mai 1977, qui voient pour la première fois l'Appel chrétien-démocrate (CDA) participer en tant qu'alliance.
Ruud Lubbers ne prend possession de son mandat parlementaire que le 22 décembre, à la suite de la formation d'un gouvernement de centre droit par le chrétien-démocrate Dries van Agt auquel il ne participe pas. Le 7 novembre 1978, il succède à Willem Aantjes comme président du groupe parlementaire du CDA, ce dernier étant contraint à la démission à la suite d'accusations relatives à son comportement durant la Seconde Guerre mondiale.
Aux élections législatives anticipées du 8 septembre 1982, le CDA obtient 29,3 % des voix et 45 représentants, soit un point et deux sièges de moins que les travaillistes. Bien que les chrétiens-démocrates soient en mesure de former une coalition majoritaire, Dries van Agt refuse d'accomplir un nouveau mandat. Le parti choisit Ruud Lubbers pour lui succéder. Celui-ci monte une majorité avec le Parti populaire pour la liberté et la démocratie (VVD), qui dispose pour sa part de 36 représentants.

### Premier ministre (1982-1994)

#### Coalition de centre droit
Le 4 novembre suivant, il est nommé Premier ministre des Pays-Bas. Le jour de sa prise de fonction, il est le plus jeune chef du gouvernement néerlandais, âgé de 43 ans. Il est porté le 6 novembre à la direction du CDA. Son cabinet procède alors à de profondes coupes budgétaires, notamment dans le domaine de la santé, de l'éducation et de la protection sociale, ce qui permet une spectaculaire réduction du déficit public. Il conduit la privatisation des télécommunications, des postes, des chemins de fer et d'autres entreprises publiques, tout en baissant les impôts et la durée du temps de travail.

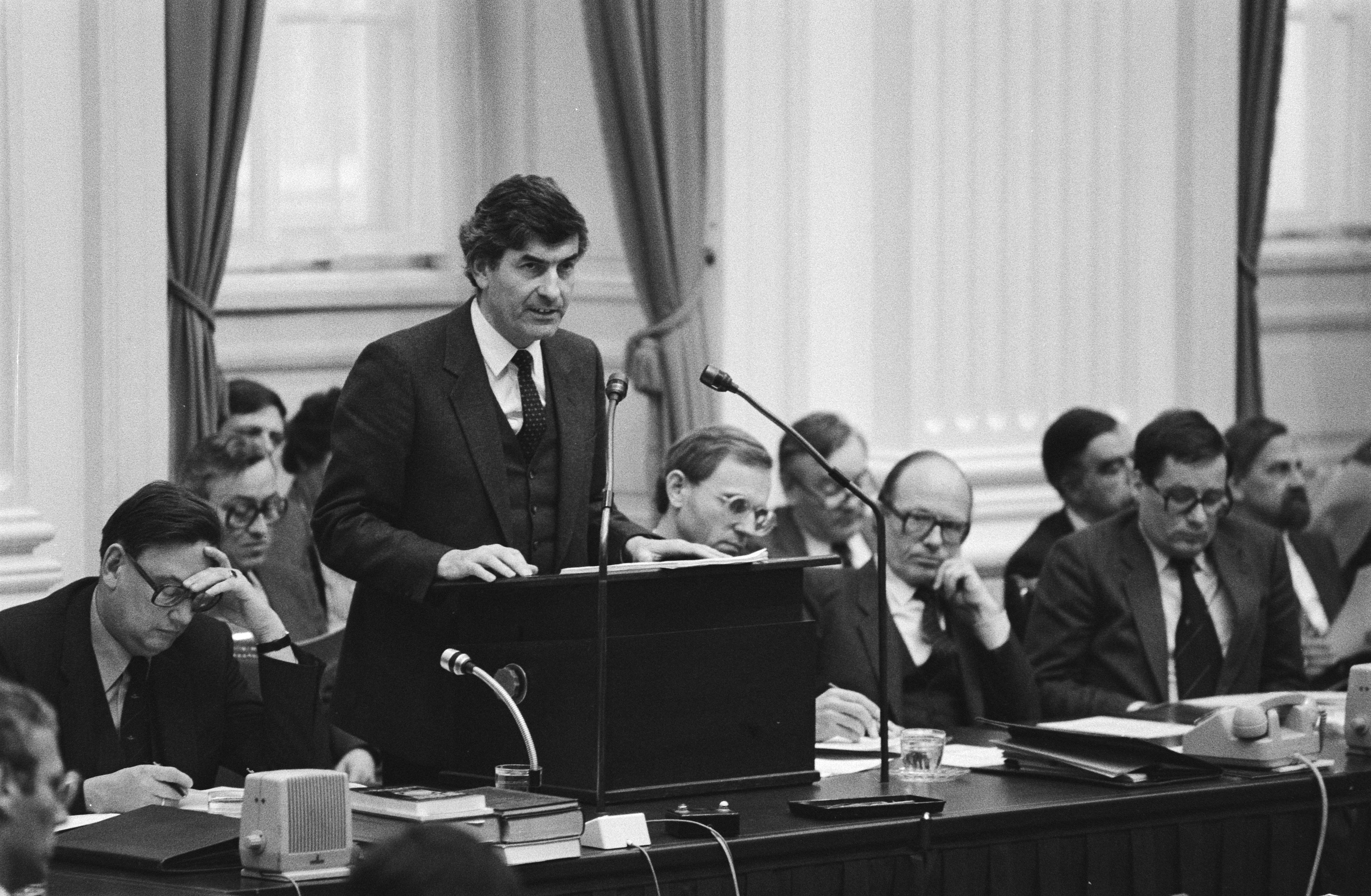
Ruud Lubbers devant la Seconde Chambre en 1982.

En 1984, à la suite de sa visite un an plus tôt aux États-Unis et sa rencontre avec Ronald Reagan, il accepte que l'Organisation du traité de l'Atlantique nord (OTAN) déploie des missiles de croisière sur le territoire néerlandais, dans le cadre de la crise des euromissiles, ce qui entraîne une grande manifestation d'opposition à La Haye. Cette même année, il participe au dénouement de la crise née de la demande faite par Margaret Thatcher d'obtenir un rabais sur la contribution du Royaume-Uni au budget de l'Union européenne, accord scellé lors du Conseil européen de Fontainebleau.
Il se rend par ailleurs en Union des républiques socialistes soviétiques (URSS) en 1986 afin d'y évoquer le désarmement et engage l'évolution institutionnelle d'Aruba et des Antilles néerlandaises.
Les élections législatives du 21 mai 1986 sont un triomphe pour Ruud Lubbers : le CDA progresse jusqu'à 34,6 % des voix et 54 représentants, un record qu'il reproduira trois ans plus tard. De deux sièges, il reprend l'avantage sur le Parti travailliste (PvdA). Les libéraux-démocrates n'ayant plus que 27 représentants, l'écart entre les deux partis de la majorité s'accroît de 9 à 27 représentants. Ils forment ensemble un nouveau gouvernement le 14 juillet suivant.
Le 3 mai 1989, le gouvernement démissionne et prévoit la convocation de nouvelles élections le 6 septembre. Le VVD refuse en effet d'apporter son soutien au financement du plan national pour l'environnement, qui prévoit notamment une hausse des prix des carburants par la suppression d'un avantage fiscal.

#### La grande coalition

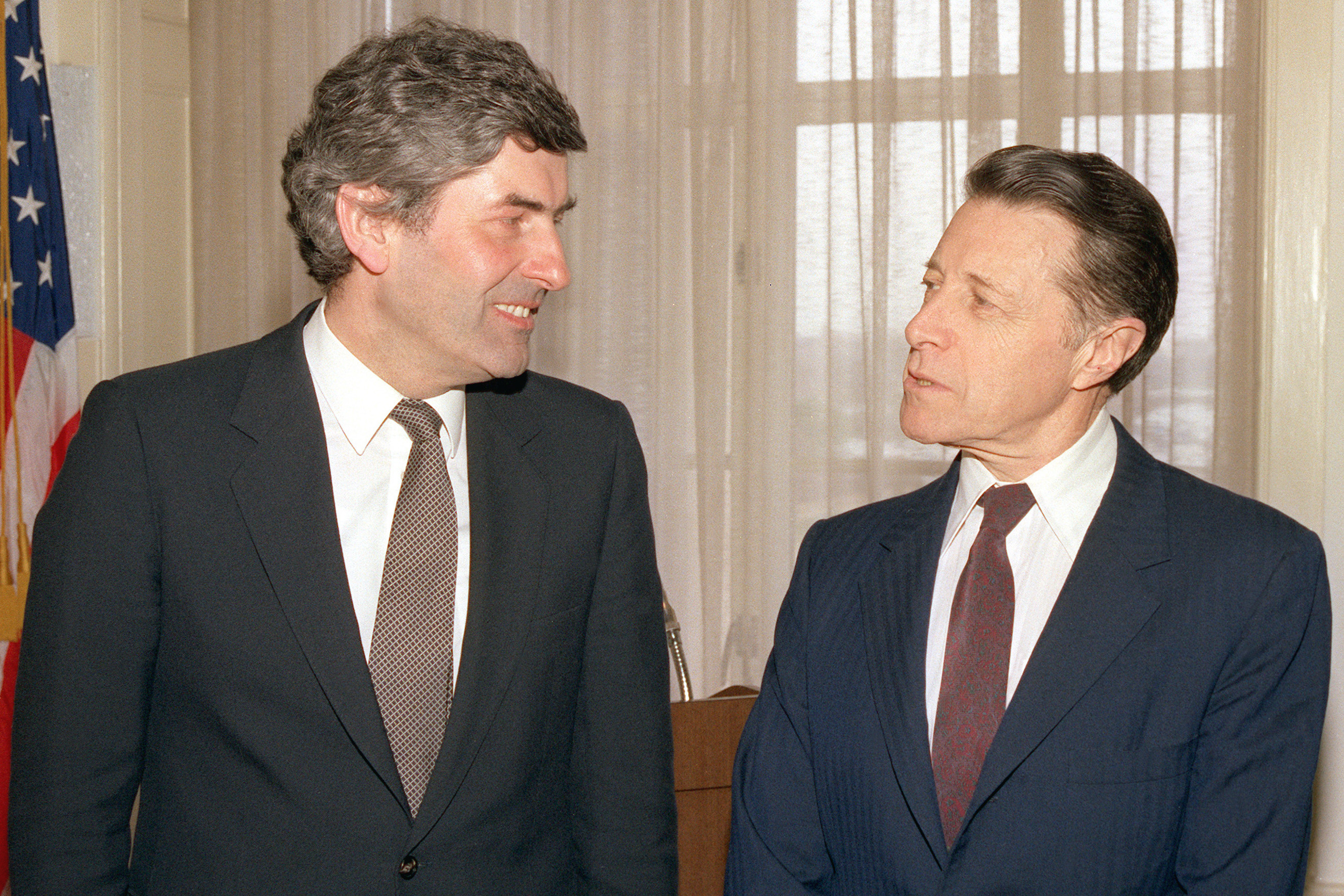
Ruud Lubbers (à gauche) et le secrétaire de la Défense des États-Unis Caspar Weinberger au Pentagone en 1983.

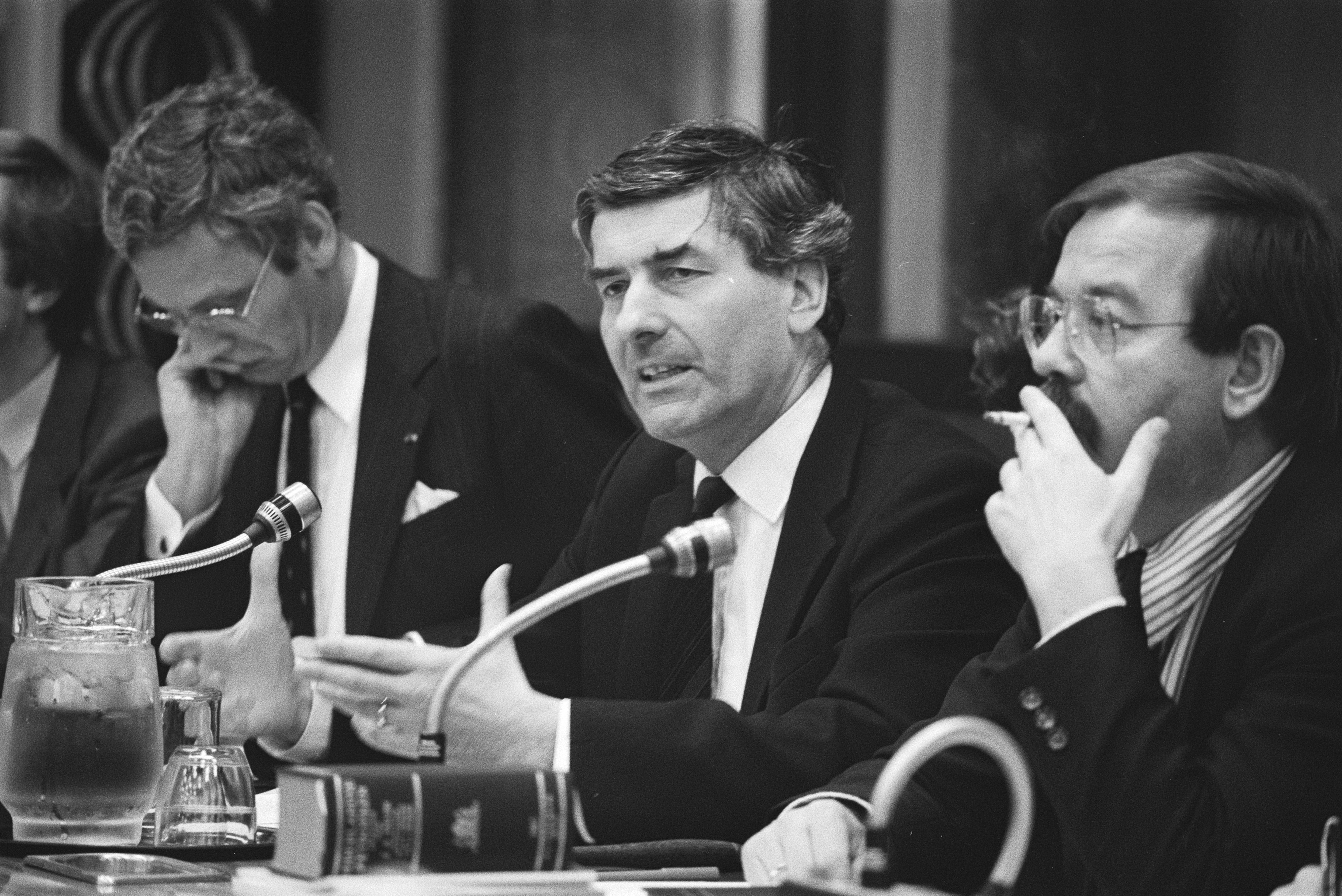
Lubbers en 1984.

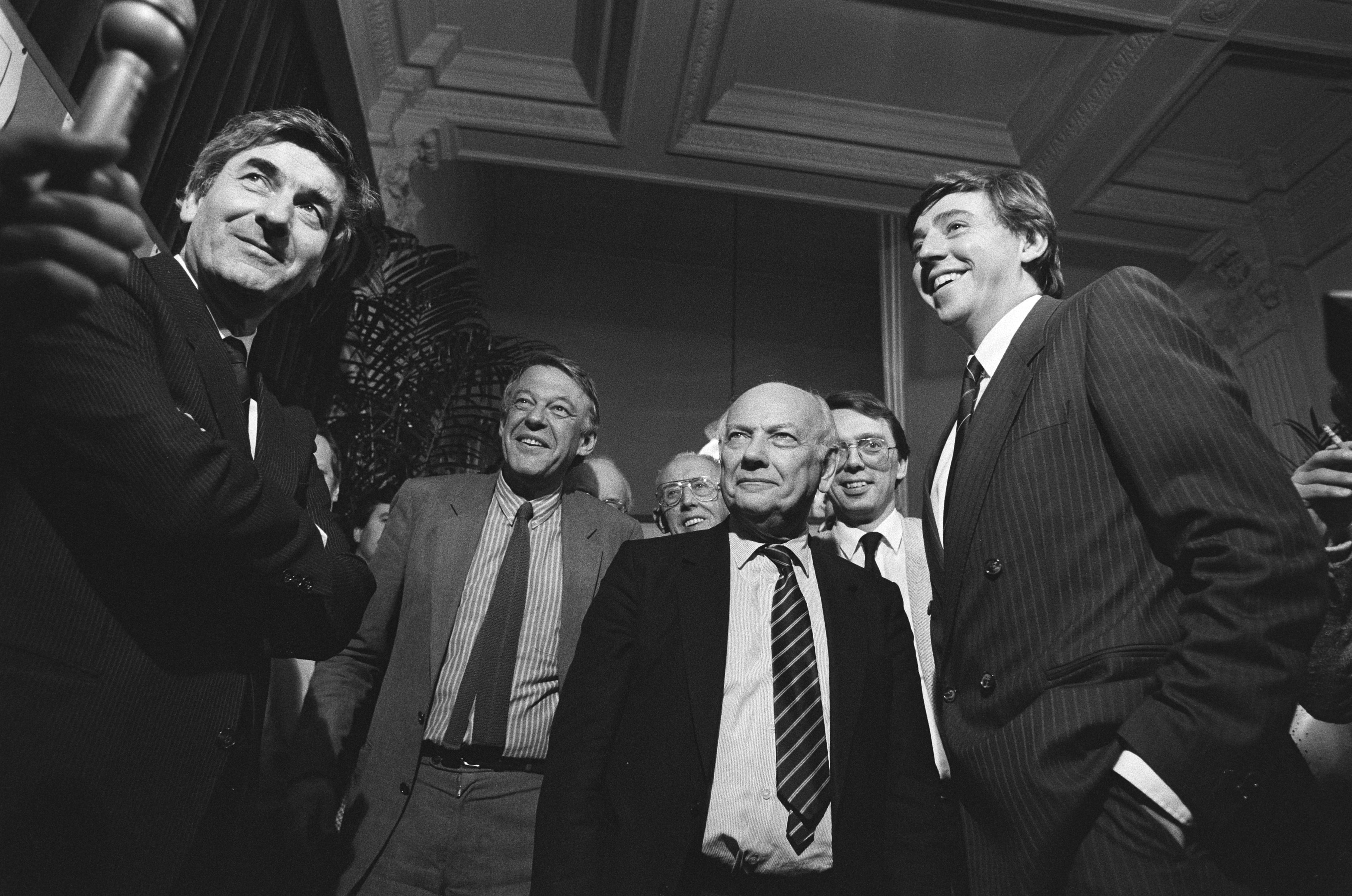
Ruud Lubbers (à gauche) entouré de Hans van Mierlo, Joop den Uyl et Ed Nijpels en 1986.

Le jour du scrutin, les chrétiens-démocrates remportent 35,3 % des voix, soit 54 représentants. Les libéraux-démocrates obtenant 14,6 % des suffrages, ils n'ont plus que 22 représentants. La reconduction de la majorité sortante étant trop risquée, Ruud Lubbers se tourne vers le PvdA, qui occupe 49 sièges à la Seconde Chambre. Le 7 novembre 1989, après deux mois de négociations seulement, le troisième cabinet de Ruud Lubbers prend ses fonctions. Le dirigeant travailliste et ancien syndicaliste Wim Kok occupe les postes de vice-Premier ministre et ministre des Finances.
Ce nouveau cabinet doit notamment assurer la reprise de l'économie, plombée par la chute de la croissance et la hausse du chômage, ce qui le conduit à adopter une politique de rigueur budgétaire et à réviser le système des invalidités du travail afin de favoriser le retour à l'emploi.
L'année 1990 est riche sur le terrain diplomatique puisque les Pays-Bas annulent leur participation à la guerre du Golfe, favorisent la coordination des politiques énergétiques des membres de la Communauté économique européenne, et rétablissent leurs relations avec l'Afrique du Sud, qui commence le démantèlement de son régime d'apartheid. Un an plus tard, les membres de la CEE signent à Maastricht le traité sur l'Union européenne, qui renforce leurs liens politiques.
Le 4 octobre 1992, Ruud Lubbers et son cabinet doivent faire face au crash du vol 1862 El Al, à Bijlmermeer, au sud-est d'Amsterdam, causant la mort de 43 personnes, la pire catastrophe aérienne de l'histoire des Pays-Bas. La cargaison transportée par l'avion cargo fait l'objet de polémiques, en raison d'une suspicion de présence d'agents chimiques à usage militaire embarqués à bord sans qu'ils ne soient officiellement déclarés et qui auraient contaminé le site de l'incident. Une commission d'enquête parlementaire lancée en 1998 met au jour un accord secret entre les Pays-Bas et Israël dès 1973 quant à des cargaisons militaires non déclarées, notamment en transit à l'aéroport d'Amsterdam-Schiphol depuis les États-Unis, mais aussi en partance de la base militaire de Gilze en Rijen,.

### Retrait de la politique nationale
Le 29 janvier 1994, Ruud Lubbers abandonne ses fonctions à la tête de l'Appel chrétien-démocrate au profit d'Elco Brinkman, président de groupe à la Seconde Chambre et ancien ministre de la Santé, du Bien-être et de la Culture. Trois mois plus tard, lors des élections législatives de 1994, le CDA perd vingt sièges et se trouve renvoyé dans l'opposition, pour la première fois depuis sa création. Le premier cabinet de Wim Kok est le premier cabinet formé sans parti d'inspiration chrétienne depuis le cabinet de Pieter Cort van der Linden en 1918. Avec un mandat de onze ans et neuf mois, Ruud Lubbers détient le record de longévité à la tête du gouvernement jusqu'en 2022, lorsqu'il est surpassé par le libéral-démocrate Mark Rutte.
Le 31 janvier 1995, il est fait ministre d'État par la reine Beatrix sur proposition du gouvernement.

### Après 1994, un parcours international
Candidat malheureux à la succession de Jacques Delors à la présidence de la Commission européenne, son ambition de réduire le poids de l'Allemagne, de la France et du Royaume-Uni — au profit des autres États membres — se heurte aux dirigeants de ces pays.
En 1995, il est cependant proposé par l'Allemagne, la France et le Royaume-Uni comme nouveau secrétaire général de l'OTAN en remplacement de Willy Claes. Les États-Unis oppose un refus et le poste revient à l'Espagnol Javier Solana. Ruud Lubbers obtient toutefois en 2000 une sorte de lot de consolation, puisqu'il est nommé pour diriger le Haut Commissariat des Nations unies pour les réfugiés (HCR) à Genève, en Suisse. Il prend ses fonctions le 1er janvier 2001, ne touchant à sa demande qu'un salaire symbolique d'un dollar américain. En octobre 2003, son mandat de trois ans est prolongé de deux ans, soit jusqu'au 31 décembre 2005. Précédemment, pendant l'année 2000, il est pendant un an le président du Fonds mondial pour la nature.
Il apparaît compromis au milieu de l'année 2004 dans un scandale de harcèlement sexuel à l'encontre d'une fonctionnaire du HCR. Une enquête interne, ordonnée par le secrétaire général Kofi Annan, le blanchit de ces accusations, mais il est toutefois sévèrement critiqué par celui-ci pour sa « gestion » de la crise, Ruud Lubbers ayant pris l'initiative d'écrire à son accusatrice pour lui demander de retirer ses allégations tout en lui faisant une promesse d'impunité. Il finit cependant par démissionner le 20 février 2005, ce que le Premier ministre Jan Peter Balkenende qualifie de « revêche » (en néerlandais : wrang).

### Informateur dans les turbulences politiques
Il est chargé d'une mission d'informateur en juillet 2006 par la reine Beatrix, après la rupture de la coalition gouvernementale de Jan Peter Balkenende. À l'issue de sa mission, il recommande la formation d'un gouvernement minoritaire jusqu'à la tenue d'élections anticipées. À la suite des élections législatives de 2010 et de l'absence d'accord de coalition au bout de six semaines, il est de nouveau désigné comme informateur le 23 juillet.

## Publications
- (nl) Samen onderweg, 1991
- (nl) Geloof in de samenleving: christen-democratie in drie generaties: Ruijs, Klompé, Lubbers, 1998
- (nl) Vluchtelingen in onze tijd, mijn hart voor vluchtelingen, 2005
- (nl) De vrees voorbij: een hartenkreet/Ruud Lubbers in gesprek met Carolina Lo Galbo, 2007

### Source
- (nl) Parlement & Politiek, « Dr. R.F.M. (Ruud) Lubbers » (consulté le 19 mai 2014).